# Peter Berg
Peter Winkler Berg (Nova York, 11 de març de 1964), és un actor, productor i director de cinema estatunidenc.
El seu paper més destacat fou com a Dr. Billy Kronk a Chicago Hope des de 1995 a 1999.

## Biografia
Estudia a la The Taft School, i després al Macalester College. Acabats els estudis es trasllada a Los Angeles on treballa com assistent de producció, aprenent a moure's en el món de la televisió i del cinema. El 1989 treballa a la pel·lícula de Wes Craven Sota shock, després actua en Fire in the Sky del 1993. El 1995 entra en el repartiment de la sèrie de TV Chicago Hope on interpreta el Dr. Billy Kronk, i resta en la sèrie fins al 1999, on fa els primers passos com a guionista i director, dirigint alguns episodis. Entre altres experiències com a actor: Girl 6 - Sexe en línia de Spike Lee, Cop Land de James Mangold, Collateral de Michael Mann i Smokin' Aces de Joe Carnahan. Com a actor ha pres part també en alguns episodis de la sèrie de TV Alias.
Debuta com a director cinematogràfic el 1998 amb la pel·lícula Coses molt dolentes amb Cameron Diaz i Christian Slater, acreditat també com a compositor, havent realitzat Walls Come Down. El 2003 dirigeix El tresor de l'Amazones. El 2004 dirigeix Friday Night Lights, de la que es derivarà una homònima sèrie televisiva, de la que és productor i de la qual dirigeix l'episodi pilot. El 2007 dirigeix The Kingdom amb Jamie Foxx i Jennifer Garner, mentre el 2008 dirigeix Will Smith en la superproducció Hancock. Després d'un període de pausa, roda dues pel·lícula en dos anys, Battleship (2012) i L'únic supervivent (2013), mentre que el 2016 dirigeix dues produccions, Deepwater - Infern sobre l'oceà i Boston - Caça a l'home.
Ha estat casat del 1993 al 1997 amb Elizabeth Rogers. Tenen un fill de nom Emmett, nascut el 1999.

## Filmografia
Entre la seva filmografia destaca:
- Amenaça nuclear (Miracle Mile) (1988)
- Late for Dinner (1991)
- Aspen Extreme (1992)
- Fire in the Sky (1993)
- La llegenda d'un rebel (F.T.W.) (1994)
- L'última seducció (The Last Seduction) (1994)
- The Great White Hype (1996)
- Cop Land (1997)
- Very Bad Things (1998)
- El tresor de l'Amazones (2003)
- Friday Night Lights (2004)
- Friday Night Lights (2006)
- The Kingdom (2007)
- Hancock (2008)
- Battleship (2012)
- Lone Survivor (2013)
- Patriots Day (2016)
- Deepwater Horizon (2016)
- Untitled Rihanna Documentary (2017)
- The People's Fighters: Teofilo Stevenson and the Legend of Cuban Boxing (2018)
- Mile 22 (2018)

## Nominacions
- 2007: Primetime Emmy al millor director de sèrie dramàtica per Friday Night Lights amb l'episodi "Pilot"
- 2011: Primetime Emmy a la millor sèrie dramàtica per Friday Night Lights